# شانتی میشرا
شانتی میشرا (۱۹۳۸–۲۰۱۹) یک مدرس، کتابدار، نویسنده و مترجم نپالی بود. او اولین مدرس زن نپالی تمام وقت و همچنین اولین کتابدار زن نپالی بود. او اولین کتابدار زن کتابخانه مرکزی دانشگاه تریبهوان بود. او همچنین به عنوان مدیر مؤسس بخش PEN نپال خدمت کرد.

## سنین جوانی و تحصیل

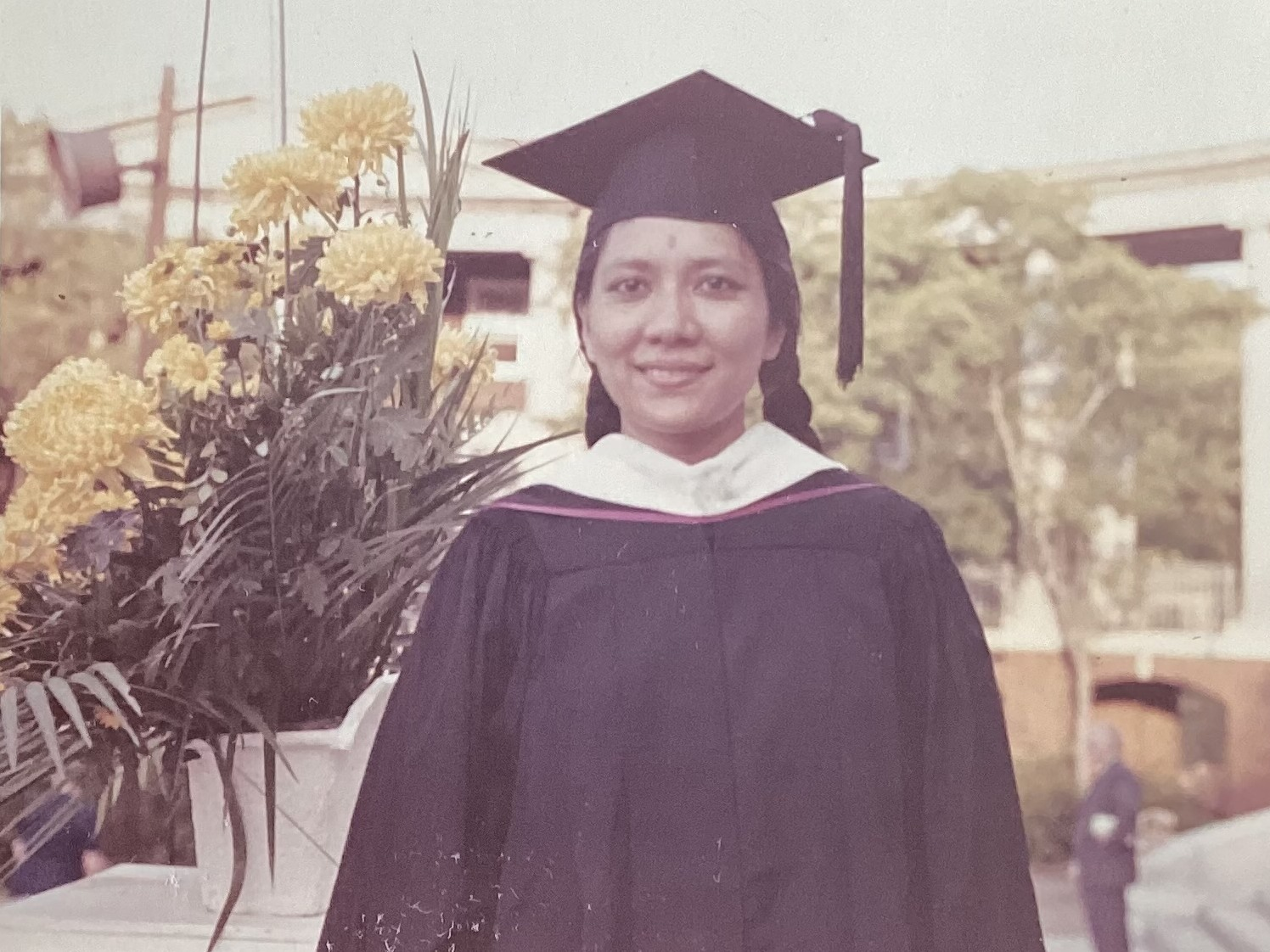
میشا در مراسم فارغ‌التحصیلی کارشناسی ارشد علوم کتابداری در ایالات متحده آمریکا در سال ۱۹۶۳

میشرا در ۲۲ ژوئن ۱۹۳۸ (7 Ashadh 1995 BS) در جوخن، کاتماندو، به عنوان بزرگ‌ترین دختر از پدر جانکی لعل شرستا و مادر کریشنا دوی شرستا به دنیا آمد. او یک برادر کوچکتر و یک خواهر کوچکتر داشت.
او مدرک بین‌المللی و لیسانس خود را از کالج کلیسای اسکاتلند، کلکته و مدرک کارشناسی ارشد تاریخ را از دانشگاه کلکته دریافت کرد. در سال ۱۹۵۹، زمانی که کتابخانه مرکزی دانشگاه تریبهوان تأسیس شد، او فرصتی برای تحصیل علوم کتابداری در ایالات متحده یافت. او مدرک کارشناسی ارشد خود را در رشته علوم کتابداری از دانشکده کتابخانه جورج پیبادی، دانشگاه وندربیلت دریافت کرد.

## شغل حرفه‌ای

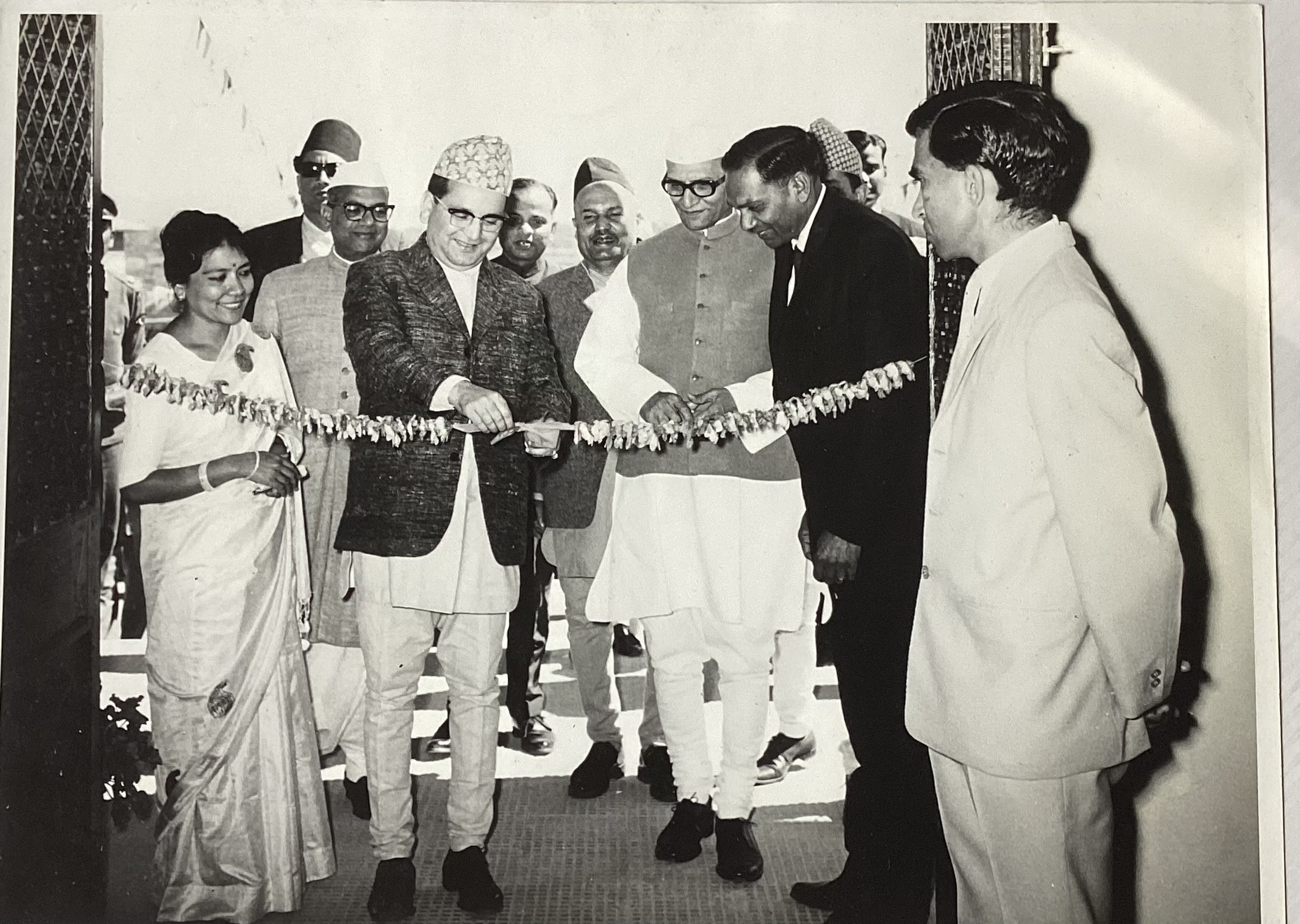
میشا در افتتاحیه ساختمان کتابخانه مرکزی TU در کرتیپور با حضور سوریا بهادر تاپا، نخست‌وزیر وقت و مورارجی دسای معاون نخست‌وزیر هند.

او در سال ۱۹۶۲ به نپال بازگشت. و در ۱ مه ۱۹۶۳ به عنوان کتابدار ارشد کتابخانه مرکزی TU منصوب شد. این کتابخانه ابتدا در تریپورشاور بود و در سال ۱۹۶۷ به کیرتیپور منتقل شد. طی بازدیدی که توسط متخصصان آموزشی بریتانیایی در سال ۱۹۶۹ انجام شد، این کتابخانه به عنوان «تقریباً منحصر به فرد در آسیای جنوب شرقی» اعلام شد. این بازدید توسط بی‌بی‌سی پوشش داده شد و کتابخانه به نشانه افتخار در کشور تبدیل شد. او به مدت سه دهه در دانشگاه تریبهوان کار کرد.
او به همراه همسرش کتابی در زمینه علم کتابداری با عنوان Pustakalaya Bigyan ko Ruprekha نوشت. این کتاب در ۲۰۳۸    منتشر شد. او سپس خاطرات «صدای حقیقت: چالش‌ها و مبارزات یک زن نپالی» را نوشت که سختی‌های یک زن در جنوب آسیا را به تصویر می‌کشد. این کتاب در سال ۱۹۹۴ منتشر شد. او همچنین Tri را نوشت. او همچنین کتابی در مورد تاریخچه کتابخانه مرکزی TU، که به همراه همسرش نوشته است. میشرا در ۲۰۴۹ بازنشسته شد.
میشرا همچنین به عنوان عضو-دبیر کمیته سال بین‌المللی زنان نپال در سال ۱۹۷۵ خدمت کرد. او در کنار نویسندگان برجسته‌ای مانند گرتا رانا، تویا گورونگ، اشش مالا، بووان دونگانا، دهروبا چاندرا گوتام و غیره یکی از اعضای امضاکننده تأسیس بخش PEN در نپال بود.
او همچنین به عنوان رئیس مارتین چاوتاری، مشاور سانچاریکا ساموها (گروه رسانه زنان)، مشاور یونسکو برای ساخت کتابخانه مدرن در بوتان در سال ۱۹۸۵ و نایب رئیس رودرا راج پاندی ساهیتیا سوا سامیتی خدمت کرد. میشرا همچنین عضو افتخاری سازمان زنان ملل متحد و زنان فعال نپال بود.

## کتابشناسی - فهرست کتب
- پوستکالایا بیگیان کو روپرخا (ترجمه واژه‌به‌واژه: مروری بر علم کتابداری؛ ۲۰۳۸، نویسنده مشترک نارایان میشرا)
- صدای حقیقت: چالش‌ها و مبارزات یک زن نپالی (۱۹۹۴)
- هدیه یک بیوه (رمان، ۲۰۰۸)
- سه. Vi. کندریا پوستکالایا کو گاورابشالی کاهانی را همرو سوا (ترجمه واژه‌به‌واژه: «داستان باشکوه کتابخانه مرکزی TU و خدمات ما» ; ۲۰۱۸، با همکاری نارایان میشرا)

ترجمه
- روپاماتی (۱۹۹۹، نوشته رودرا راج پانده)

## زندگی شخصی و مرگ

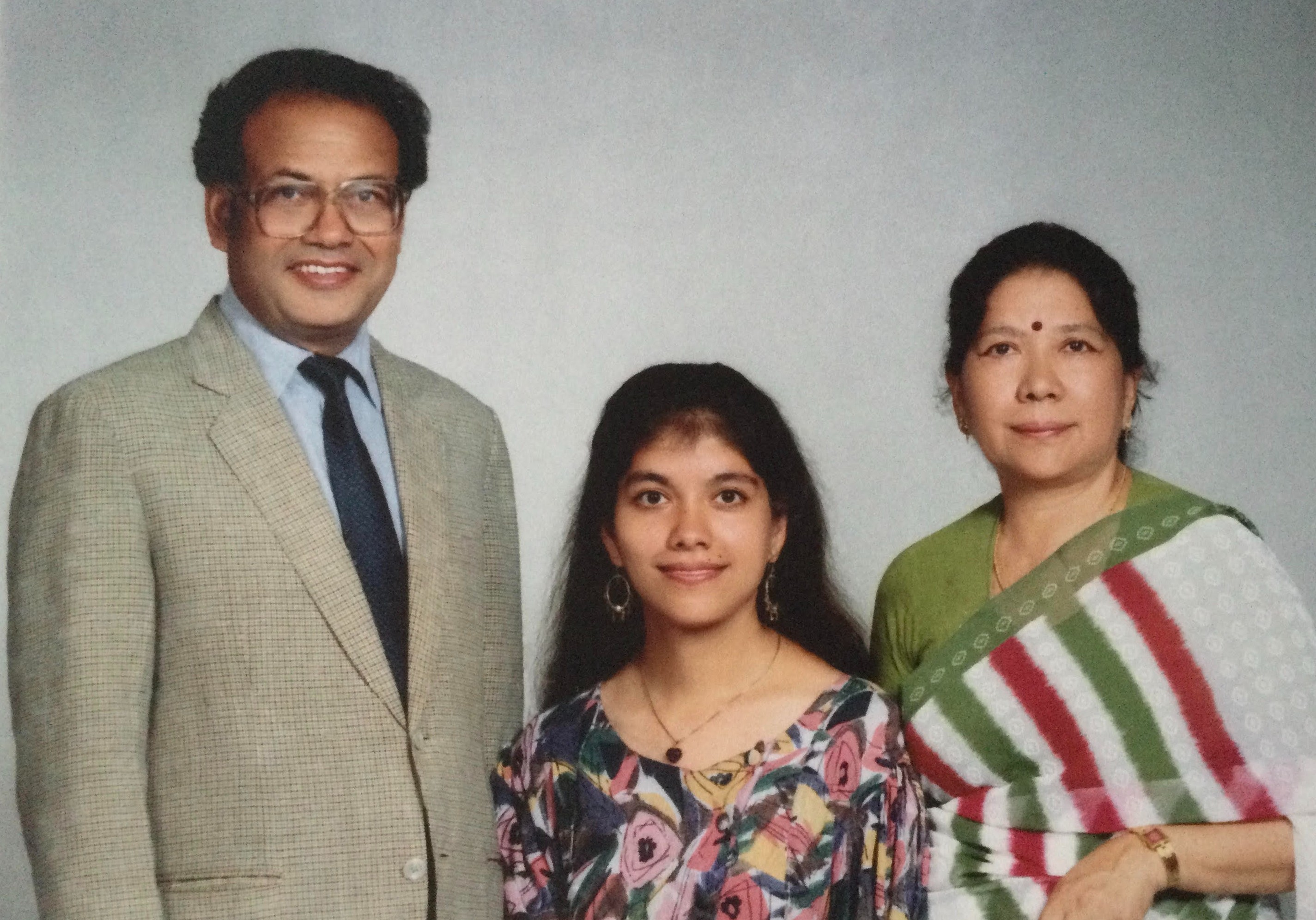
شانتی میشرا با همسرش نارایان پراساد میشرا (چپ) و دخترش پراگیا میشرا (وسط)

میشرا در ۸ مه ۱۹۷۰ با نارایان میشرا ازدواج کرد. آنها یک دختر داشتند که در سال ۱۹۷۱ به دنیا آمد.
او در ژوئن ۲۰۱۸ به همراه همسرش برای درمان سلامت خود به ایالات متحده نقل مکان کرد. او از سرطان کیسه صفرا رنج می‌برد. او در ۱۵ می ۲۰۱۹ در ایندیاناپولیس، ایندیانا درگذشت. از او همسر و دخترش به یادگار مانده است.

## افتخارات و میراث
میشرا جایزه جنبش بین‌المللی کتابخانه را از هند به خاطر کمک فوق‌العاده‌اش در بخش کتابخانه دریافت کرد. در سال ۲۰۱۰، صندوقی به مبلغ ۴۳۳۰۰۰ NPR برای اعطای مدال طلای نارایان-شانتی میشرا و مدال طلای شانتی-نارایان میشرا به دانشجوی رتبه اول در مقطع کارشناسی ارشد در رشته روزنامه‌نگاری و علوم کتابداری به ترتیب در دانشگاه تریبووان تأسیس شد.
در سال ۲۰۲۱، شوهرش مجموعه کتاب خود را به ارزش ۳ میلیون NPR به کتابخانه مرکزی TU اهدا کرد. ۱۶۷۰ کتاب اهدایی به نام مجموعه شانتی نارایان در کتابخانه به نمایش گذاشته شد.